# Dornfelder

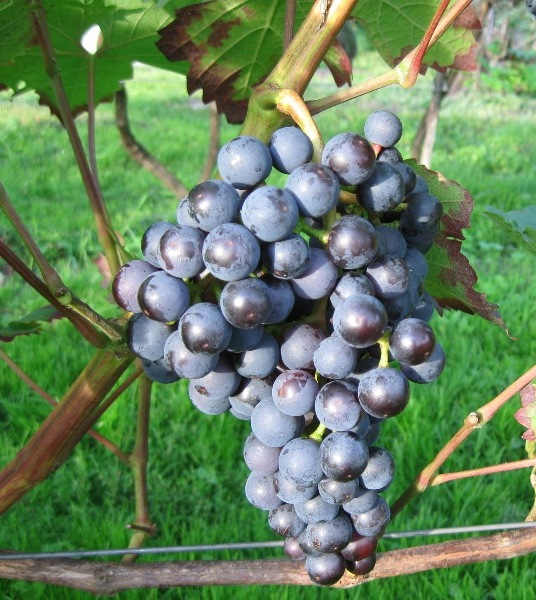
winorośl ‘Dornfelder’- grono

Dornfelder – szczep winogron o ciemnej skórce, wyhodowany przez niemieckiego hodowcę, Augusta Herolda (1902-1973) w instytucie w Weinsberg w Badenii-Wirtembergii w 1955 roku. Jako linii rodzicielskich Herold użył dwóch uzyskanych przez siebie wcześniej szczepów: helfensteiner i heroldrebe.
Szczep został nazwany ku czci Immanuela Augusta Ludwiga Dornfelda (1796-1869), założyciela instytutu winiarskiego w Weinsberg i zarejestrowany w 1979. Szczep zyskał dużą popularność w Niemczech, ponieważ nadaje się do towarowej uprawy w rejonach, w których dotychczas produkowano jedynie wina białe. Sok owoców tego szczepu jest bardzo ciemny i umożliwia produkowanie dobrze wybarwionych, cięższych win czerwonych. Dornfelder dobrze nadaje się również do starzenia w beczkach dębowych. W porównaniu z innymi uprawianymi w Niemczech szczepami czerwonymi jest łatwiejszy w uprawie od spätburgundera (pinot noir), bardziej odporny na choroby niż blauer portugieser, dojrzewa wcześniej niż blaufränkisch (niem. Lemberger), ma dłuższe grona niż trollinger. Ma jednak wyższe wymagania co do gleby i należy do odmian wrażliwych na mróz. Dornfelder jest również szczepem bardzo plennym (do 120 hektolitrów z hektara) i ma wysoką zawartość cukru w soku.

## Charakterystyka
Wzrost krzewów silny, pokrój latorośli wyprostowany i nie zagęszczający się. Liście duże, 5-klapowe, ciemnozielone. Końce pędów (koronka) otwarte i owłosione.

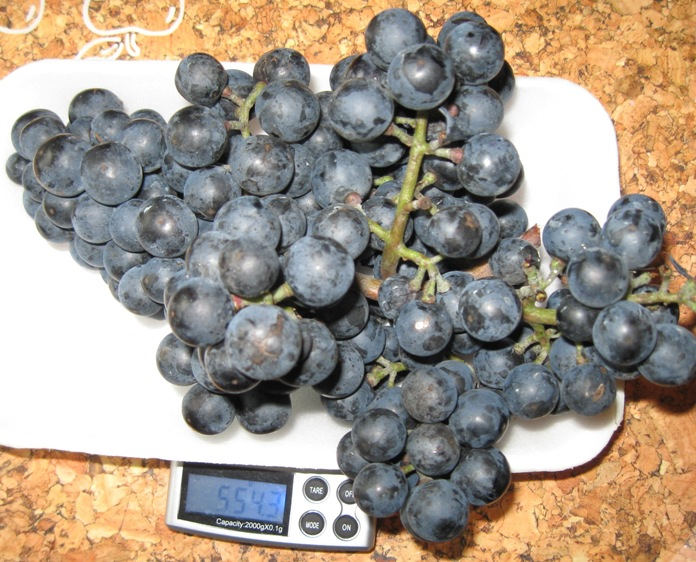
Dornfelder - masa jednego grona

Grona stożkowate, duże i bardzo duże, osiągające masę często powyżej 0,5 kg, jagody średnie do dużych o masie 3-5 g. 
Tak duże grona i jagody są atrakcyjne i pozwalają niekiedy na traktowanie odmiany dornfelder jako odmiany deserowej.

## Fenologia
Rozwój wiosenny i kwitnienie średnio późne, veraison późne, dojrzewanie średnio późne – w centralnej Polsce w pierwszej dekadzie października.

## Cięcie
Dobrze plonuje przy cięciu średnim na 3-5 pąków i długim na 3-8 pąków.
Pierwsze 2 pąki od nasady łozy bardzo słabo zawiązują grona, a nawet często bywają bezpłodne.

## Wino
Dornfelder daje ciemne wina o aksamitnej teksturze, często o posmaku śliwek, wiśni lub jagód, niekiedy lekko kwiatowym aromacie. Wina te są zazwyczaj postarzane w beczkach dębowych. 

## Rozpowszechnienie
Szczep ten zyskał dużą popularność w Niemczech, zwłaszcza w Hesji Nadreńskiej i Palatynacie. Intensywne nasadzenia w latach 80. i 90. XX wieku pozwoliły mu wyprzedzić blauer portugieser i zająć drugie miejsce pod względem powierzchni uprawy pośród uprawianych w Niemczech czerwonych szczepów winogron. W 2006 dornfelder był uprawiany na 8231 hektarach, a tendencja wzrostowa uległa zahamowaniu i nie zagraża już pozycji pinot noir (niem. Spätburgundera). W 2011 roku uprawiany był na 8197 hektarach.
Oprócz Niemiec, szczep – na znacznie mniejszą skalę – uprawiany jest również w innych krajach północnej Europy, a także w chłodniejszych rejonach USA.